# AGES 〜エイジス〜
『AGES 〜エイジス〜』は、ニッポン放送で2012年10月1日から2013年3月28日まで放送されたラジオ番組である。

## 番組概要
40代のリスナーと同じ世代のパーソナリティとカルチャークリエイターが、“OUR AGES”つまり、私たちの世代のための情報をラジオから発信するとともに、仕事、遊び、趣味、ライフスタイルと、私たちが過ごしてきた様々な時代の感性を共有しながら今の新しい自分を発見できる「オトナのカルチャーマガジン」番組である。

## 放送時間
- 月曜-木曜 21時-21時50分

## パーソナリティ
- SILVA（月曜・水曜担当）
- 森若香織（火曜・木曜担当）

## 番組コーナー
- 美木良介のロングブレスナイト
毎週月曜日の番組後半で、美木良介がリスナーに「ロングブレスダイエット」の奥義を伝授するコーナー。リスナーには、この部分に効果があるエクササイズや、ロングブレスダイエットの体験談、美木への質問を送ってもらう。2012年12月いっぱいで終了。
- 浜田ブリトニーのオンナの引き出し
2013年1月21日開始。漫画家の浜田ブリトニーが美容・ファッション・コミュニケーションなどの情報を伝えるミニ番組。これによりエイジスのエンディングは21:45となる。